# Coteaux-de-glanes
Les coteaux-de-glanes, est un vin français d'indication géographique protégée (le nouveau nom des vins de pays) de zone du sud-ouest, produit dans le département du Lot.

## Origine
L'histoire de ce vignoble est liée à l'abbaye Saint-Pierre de Beaulieu-sur-Dordogne.

## Géographie

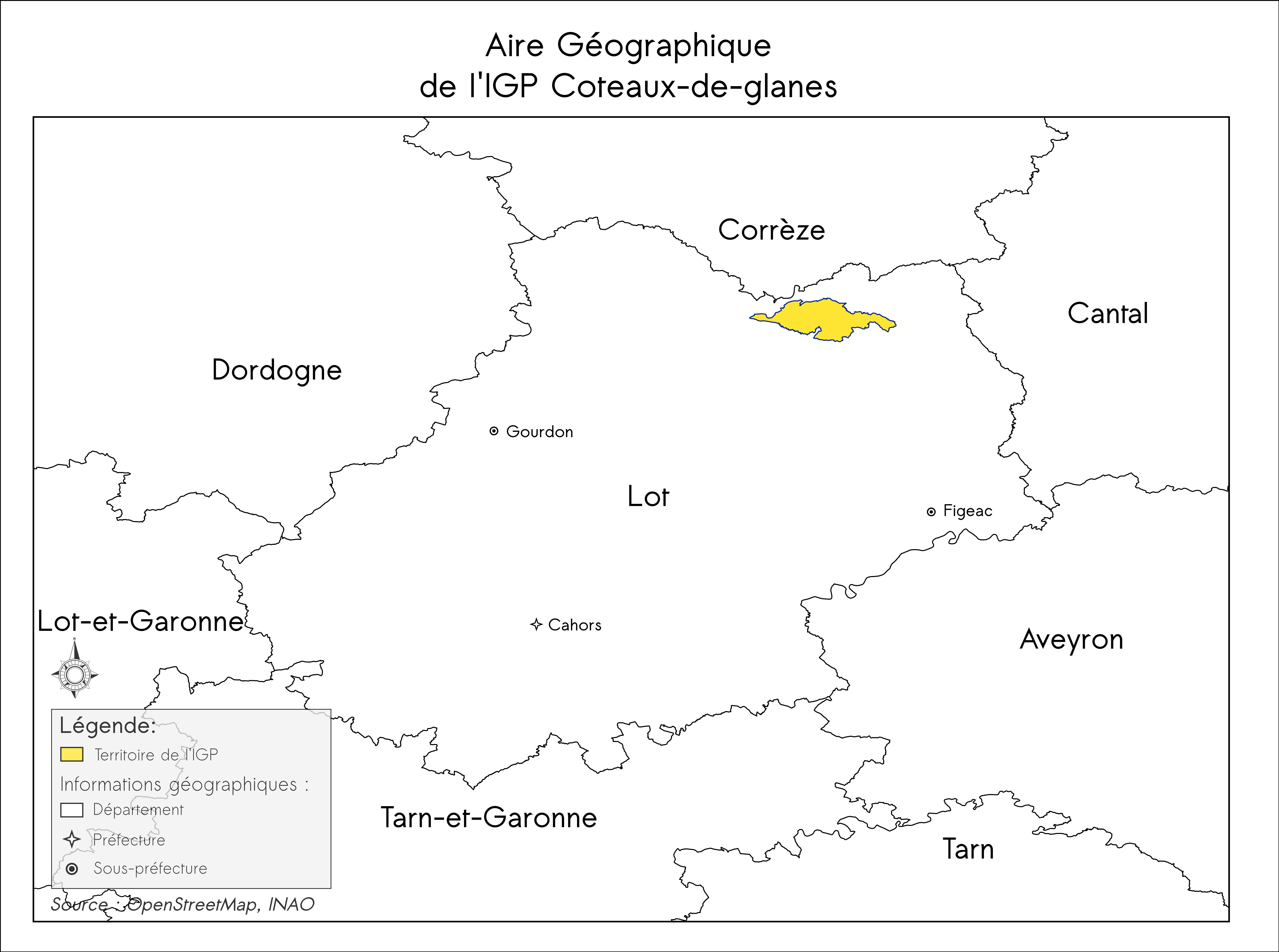

Le vignoble est situé dans le département du Lot sur les communes de Bretenoux, Belmont-Bretenoux, Cornac, Glanes, Prudhomat, Saint-Laurent-les-Tours et Saint-Michel-Loubéjou.

## Vignoble

### Encépagement
Les cépages rouges et rosés sont:
- Cépages: Merlot N, cabernet sauvignon N, Gamay N, Ségalin N.

Les cépages blancs sont:
- Cépages: chenin B, chardonnay B[6].

### Types de vin
Il existe six labellisations différentes :
- Coteaux de Glanes blanc[7]
- Coteaux de Glanes rosé[8]
- Coteaux de Glanes rouge[9]
- Coteaux de Glanes primeur ou nouveau blanc[10]
- Coteaux de Glanes primeur ou nouveau rosé[11]
- Coteaux de Glanes primeur ou nouveau rouge[12]

## Types de vin et gastronomie

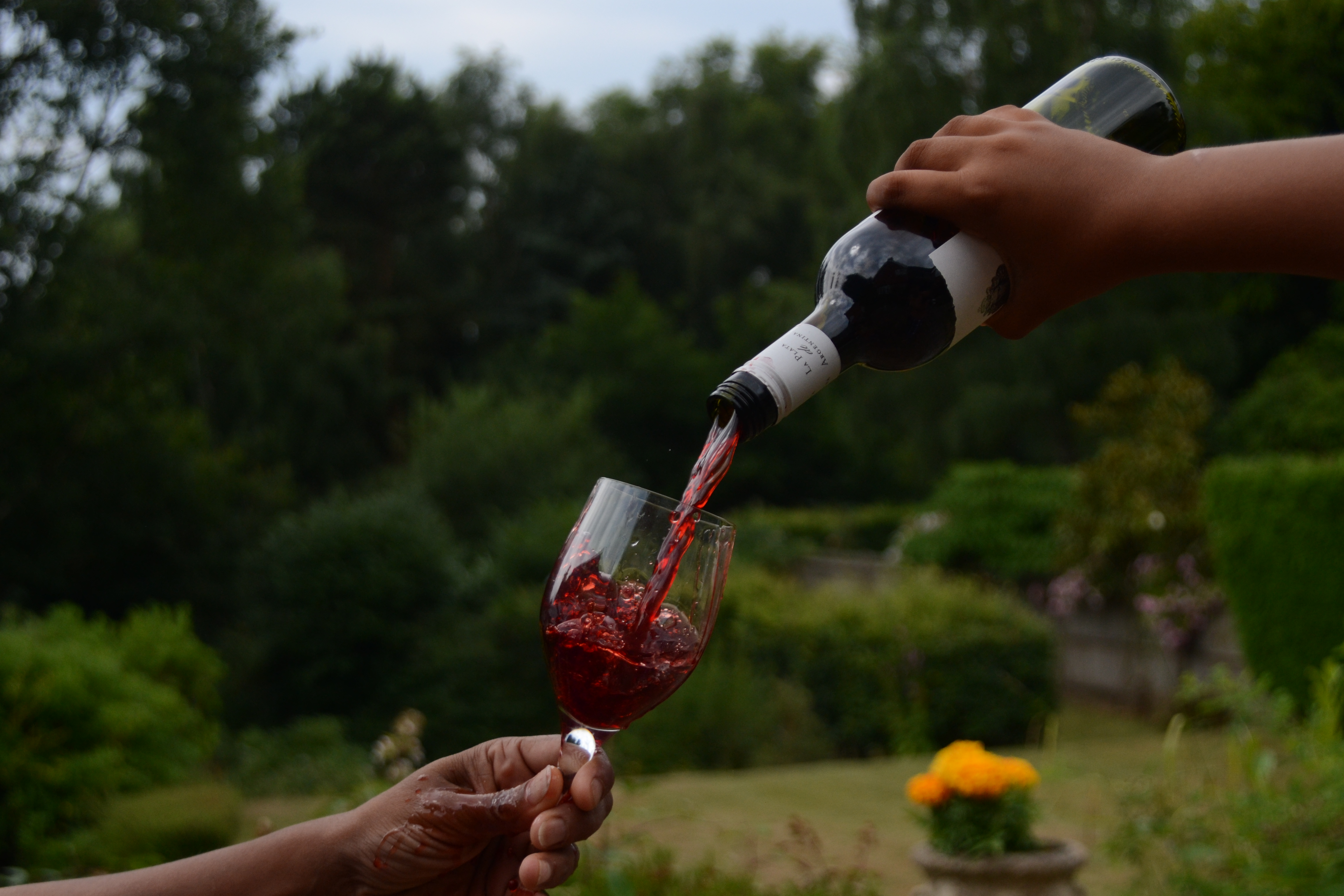
Dégustation d'un vin rouge des coteaux-de-glanes